# 大塚清恵
大塚 清恵（おおつか きよえ、1958年〈昭和33年〉11月17日 - 2017年〈平成29年〉1月11日以前）は、日本の英文学者。鹿児島大学教育学部元准教授。香川県高松市出身。日ユ同祖論を扱った紀要論文で知られる。

## 経歴
- 1981(昭和56)年　　　岡山大学法文学部（英語・英文学）卒業。
- 1983(昭和58)年　　　岡山大学大学院文学研究科修士課程修了。 　　　　　　　  　　　インディアナ州立ボール州立大学に留学。
- 1986(昭和61)年　　　鹿児島大学教養部助教授。
- 1997(平成9)年　　　  鹿児島大学教育学部助教授。
- 2007(平成19)年　　　鹿児島大学教育学部准教授。
- 2017(平成29)年2月　 死亡退職[2]。

## 著書
- 『日本人とユダヤ人の歴史―奇跡の島国、日本』近代文藝社 2012

## 論文
- 「Alice Walker′s The Color Purple--A New Conception of the Relations between the Sexes」 『英語英文学論集』 鹿児島大学教養部 1987
- 「黒人女性作家の女性批判・男性批判--Alice WalkerとToni Morrisonを中心に」 『英語英文学論集』 鹿児島大学教養部 1989
- 「Toni Morrison′s Sula--On Evil and Freedom」 『英語英文学論集』 鹿児島大学教養部 1990
- 「Toni Morrison-on Her Cosmology」 『Black Studies』 黒人研究学会 1994
- 「A Pale View of Hillsの2人の魔女　Two Witches in A. Pale View of Hills」 『英語英文学論集』 鹿児島大学教養部 1995
- 「私はブルー？(翻訳)」 『英語英文学論集』 鹿児島大学教養部 1996
- 「VODOU(VOODOO):the Religious Background of African Literature」 『英語英文学論集』 鹿児島大学教養部 1997
- 「A Study of Ishmael Reed's ┣DBJapanese(/)-┫DB ┣DBby(/)-┫DB ┣DBSpring(/)-┫DB」 『Black Studies』 黒人研究学会 1997
- 「男女間の諸問題に関する大学生の意識調査」 『鹿児島大学教育学部研究紀要. 人文・社会科学編』 2004
- 「トニ・モリスンとアリス・ウォーカーの文学オカルティズム」 黒人研究の会編『黒人研究の世界』 2004
- 「グリーン・ツーリズムの教育的価値--「農」がニート青年を甦らせる」 『鹿児島大学教育学部研究紀要. 人文・社会科学編』 2005
- 「日本・イスラエル比較文化研究--日猶同祖論考」 『鹿児島大学教育学部研究紀要. 人文・社会科学編』 2006
- 「Japanese Women's Legislative and Administrative Reforms in the Postwar Era」 『鹿児島大学教育学部研究紀要. 人文・社会科学編』 2008
- 「女性差別撤廃条約批准後の立法改革」 『VERBA』 鹿児島大学言語文化研究会 2009
- 「戦後の日本人女性による立法行政改革」 『鹿児島大学教育学部研究紀要.人文・社会科学編』 2009
- 「日本・イスラエル比較文化研究(2)日本列島は誰が創った？」 『鹿児島大学教育学部研究紀要. 人文・社会科学編』 2009
- 「アメリカ合衆国の移民政策の変遷」 『VERBA』 鹿児島大学言語文化研究会 2014